# Комарівка (Прилуцький район)
Комарі́вка —  село в Україні, в Ічнянській міській громаді Прилуцького району Чернігівської області. Населення становить 23 осіб. До 2017 року орган місцевого самоврядування — Бакаївська сільська рада.

## Населення

### Мова
Розподіл населення за рідною мовою за даними перепису 2001 року:
| Мова       | Кількість | Відсоток |
| ---------- | --------- | -------- |
| українська | 79        | 100%     |

## Географія
Село Комарівка знаходиться біля витоків річки В'юниця, на відстані 1 км від сіл Калинівка і Кравчиха  Ніжинського району.
Відсутня на мапі Шуберта 1869 року.